# 55 v.Chr.

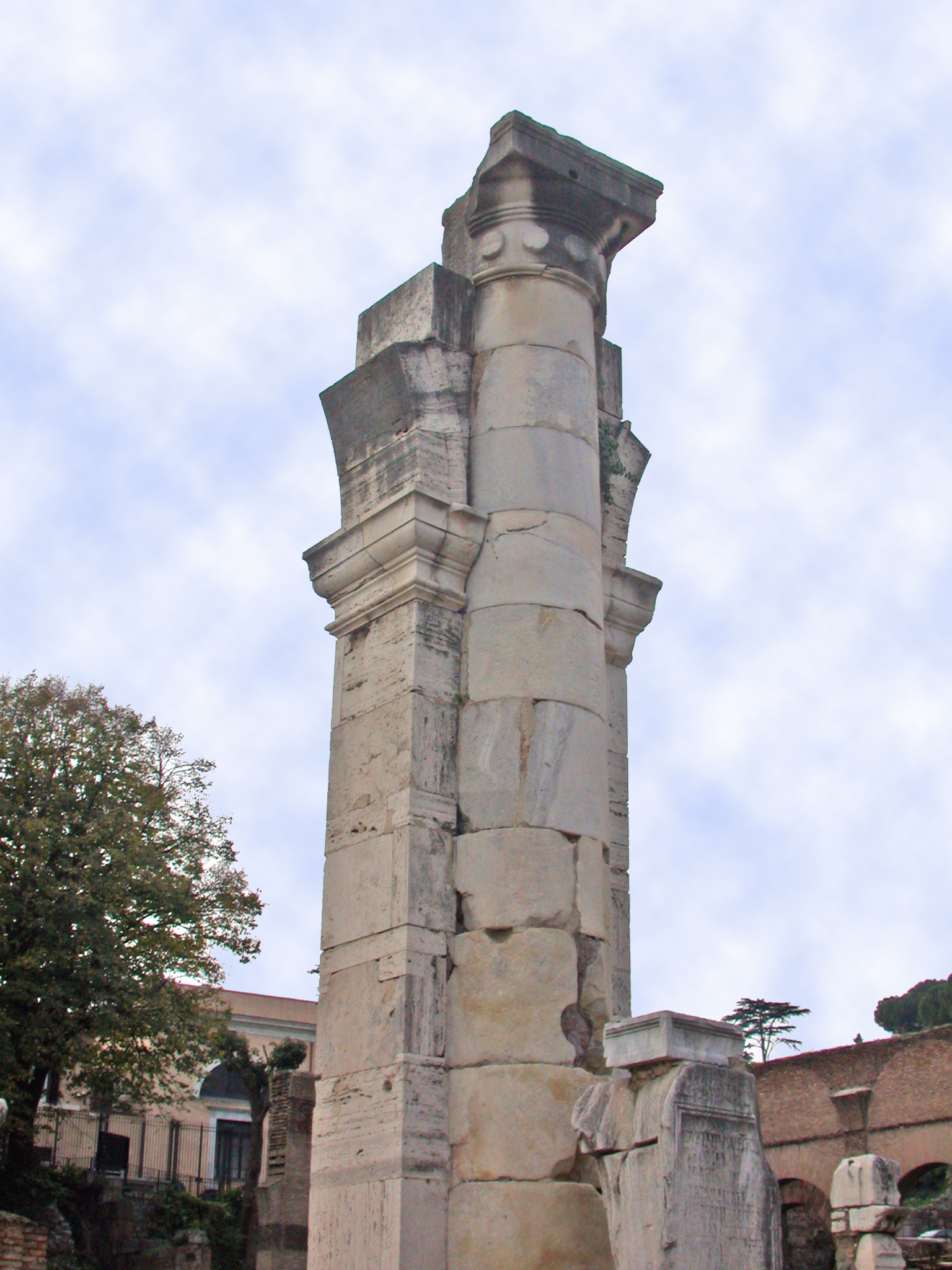
Zuil aan de voorkant van de Basilica Julia

Het jaar 55 v.Chr. is een jaartal in de 1e eeuw v.Chr. volgens de christelijke jaartelling.

## Gebeurtenissen

### Italië
- In Rome worden Gnaius Pompeius Magnus en Marcus Licinius Crassus door de Senaat gekozen tot consul van het Imperium Romanum.
- De Senaat voert de Romeinse wet Lex Trebonia in; de ambtstermijn van Julius Caesar als proconsul van Gallië en Illyrië wordt met 5 jaar verlengd.
- Op het Forum Romanum wordt de Basilica Julia gebouwd als handels- en bijeenkomstplaats. Het Theater van Pompeius wordt als heiligdom ingewijd.
- Julius Caesar treft voorbereidingen voor een expeditie naar Brittannië en draagt het bevel van het Romeinse leger in Gallië over aan Lucius Aurunculeius Cotta.

### Europa
- Mei - De Germaanse stammen Tencteri en Usipeti steken de Rijn over, op zoek naar een nieuw gebied om zich te vestigen. Caesar verslaat de Germanen in het rivierengebied van de Maas, nabij Kessel en Lith.
- Juni - Julius Caesar laat bij Bonn een tijdelijke houten brug (140 meter lang) over de Rijn bouwen en voert een verkenningstocht uit in Germanië.
- Omdat Caesar van plan is de oversteek naar het Britse eiland te maken, brengt zijn onderbevelhebber Titus Labienus het strategisch belangrijke kustgebied van de Morini onder Romeinse controle.
- Augustus - Een Romeinse vloot (80 schepen) landt met een Romeins expeditieleger (Legio VII en Legio X) bij Deal aan de Engelse kust.
- Winter - Julius Caesar ondervindt felle tegenstand van de Kelten op de Britse eilanden. De Romeinse vloot wordt geteisterd door stormen en de Romeinen trekken zich terug naar Gallië.

### Egypte
- Ptolemaeus XII Neos Dionysos keert met steun van Aulus Gabinius, proconsul van de Romeinse provincie Syria, terug in Alexandrië.
- Ptolemaeus XII (55 - 51 v.Chr.) bestijgt de Egyptische troon, tegen een betaling van 6000 talenten (zilver) en laat zijn dochter Berenice IV in het openbaar onthoofden.

### Parthië
- Mithridates III vlucht naar Syrië en zoekt steun bij de Romeinen. Surenas, een generaal van Orodes II, verslaat de opstandige Parthen in de Slag bij Seleucia.
- Artavasdes II (55 - 34 v.Chr.) volgt zijn vader Tigranes II de Grote op als koning van Armenië. Hij sluit een bondgenootschap met Rome.

### China
- Het rijk van de Xiong Nu valt uiteen in een westelijk en een oostelijk deel. De Chinese Muur wordt de landsgrens tussen de nomaden en de Han-dynastie.

## Geboren
- Verrius Flaccus (~55 v.Chr. - 20), Romeins grammaticus

## Overleden
- Berenice IV (~77 v.Chr. - ~55 v.Chr.), koningin van Egypte (22)
- Quintus Caecilius Metellus Nepos (~135 v.Chr. - ~55 v.Chr.), Romeins consul en veldheer (80)
- Tigranes II de Grote (~140 v.Chr. - ~55 v.Chr.), koning van Armenië (85)
- Titus Lucretius Carus (~99 v.Chr. - ~55 v.Chr.), Romeins dichter en filosoof (44)